# Terézia mecklenburg–strelitzi hercegnő
Terézia Thurn und Taxis-i hercegné, született  Terézia mecklenburg–strelitzi hercegnő (Hannover, 1773. április 5. – Dischingen melletti Taxis-kastély, 1839. február 12.) 

## Származása
Terézia hercegnő II. Károly mecklenburg–strelitzi nagyherceg (1741–1816) és Friderika Karolina Lujza hessen–darmstadti hercegnő (1752–1782) tíz gyermeke között a harmadik leány volt. 

## Élete
Terézia az életének első éveit Hannoverben töltötte, ahol az apja a Hannoveri Választófejedelemség kormányzója volt. 
1786-ban Friderika és Lujza testvéreivel Darmstadtba költözött, Mária Lujza Albertina hessen–darmstadti tartománygrófné udvarához, mert Károly herceg megint özvegy lett.
Károly Sandor Thurn und Taxis-i herceg 1789. május 25-én, 19 évesen feleségül vette a 16 éves Teréziát Neustrelitzben. 
A pár kezdetben (1797-ig) a Thurn und Taxis palotában élt Frankfurtban.
Apósa 1805-ös halála óta egyre inkább kiállt a Thurn und Taxis-ház szuverenitása mellett a hagyományos postai jogok mellett.
A szekularizáció során a Szent Emmerám-apátság regensburgi épületei 1803/1812-ben a Thurn und Taxis hercegi családhoz kerültek, amely 1748 óta az egyes épületrészekben lakott. Terézia a helyiségek egy részét kiterjedt könyvtára számára használta, és „könyvtári katalógust” nyomtattatott hozzá. 
1814-től Terézia a Thurn und Taxis-házat és képviselte a bécsi kongresszuson.
Fia, Frigyes Vilmos 1825-ben és férje 1827-ben bekövetkezett halála után Teréz hercegnő ritkán tartózkodott Regensburgban és visszavonult az özvegy rezidenciájába a Dischingen melletti Taxis-kastélyba. Továbbra is tanácsot adott fiának, Miksa Károlynak, aki apját követte a családfőként, földesúrként és a Thurn-und-Taxis magánpostahivatal vezetőjeként. Özvegyként elsősorban „tudományos és művészeti érdeklődésének” szentelte magát, bővítette grafikai gyűjteményét és könyvtárát.

## Gyermekei
- Sarolta Lujza (*/† 1790)
- György Károly (1792–1795)
- Mária Terézia (1794–1874) ⚭ 1812 Esterházy Pál Antal
- Lujza Friderika (*/† 1798)
- Mária Zsófia Dorottya (1800–1870) ⚭ 1827 Pál Vilmos Württemberg hercege, 1835-ben elvált
- Miksa Károly (1802–1871)

1. ⚭ 1828 Wilhelmine von Dörnberg
2. ⚭ 1839 Mathilde Sophie Prinzessin zu Oettingen-Oettingen
- Frigyes Vilmos (1805–1825) nőtlen

Törvénytelen gyermekei Maximilian-Emanuel Lerchenfeld gróffal (1772–1809)
- Georg Adolf, Graf von Stockau (1806–1865)
- ikrek:

Maximilian von Straka (1807–1845)
Elise Therese von Straka (1807 –1875)
- Amalie Adlerberg(wd) (1808–1888) ⚭ 1855 Nikola Adlerberg (1819–1892)
- Luise Therese von Straka (1809–1872)

## Fordítás
- Ez a szócikk részben vagy egészben  a   Therese zu Mecklenburg című német Wikipédia-szócikk fordításán alapul.  Az eredeti cikk szerkesztőit annak laptörténete sorolja fel. Ez a jelzés csupán a megfogalmazás eredetét és a szerzői jogokat jelzi, nem szolgál a cikkben szereplő információk forrásmegjelöléseként.